# Allinges
Allinges  là một xã trong tỉnh Haute-Savoie đông nam Pháp.